# Ameenjärvi
Ameenjärvi är en sjö i Finland. Den ligger i Vesilax kommun i landskapet Birkaland, i den södra delen av landet, 140 km nordväst om huvudstaden Helsingfors. Ameenjärvi ligger 110 meter över havet. Arean är 1,59 kvadratkilometer och strandlinjen är 16,96 kilometer lång. Sjön  ingår i Kumo älvs huvudavrinningsområde.   I omgivningarna runt Ameenjärvi växer i huvudsak blandskog. Den sträcker sig 1,6 kilometer i nord-sydlig riktning, och 3,6 kilometer i öst-västlig riktning.
I övrigt finns följande i Ameenjärvi:
- Katajistonsaari (en ö)
- Juhannussaari (en ö)
- Kuttusaari (en ö)

I övrigt finns följande vid Ameenjärvi:
- Pynnöjärvi (en sjö)